# Sławomir Stanisław Czarnecki
Sławomir Stanisław Czarnecki (ur. 23 lipca 1949 w Jeleniej Górze) – polski kompozytor i pedagog.

## Przebieg działalności zawodowej
Ukończył Państwową Szkołę Muzyczną II stopnia w Częstochowie, w klasie fortepianu Aliny Jędrzczak (1923–1979). W latach 1969–1974 odbył studia kompozytorskie w Państwowej Wyższej Szkole Muzycznej (obecnie Akademia Muzyczna im. F. Chopina) w Warszawie, pod kierunkiem Piotra Perkowskiego i Romualda Twardowskiego. W latach 1980–1981 jako stypendysta Rządu Francuskiego uzupełniał studia u Oliviera Messiaena w Paryżu.
Po studiach podjął pracę nauczyciela przedmiotów teoretycznych w Państwowej Szkole Muzycznej II stopnia im. Józefa Elsnera w Warszawie, gdzie obecnie wykłada kompozycję. W latach 1989–1992 pełnił funkcję wicedyrektora szkoły. W 1996 był współinicjatorem Uczniowskiego Forum Muzycznego, festiwalu organizowanego na terenie Zespołu Państwowych Szkół Muzycznych Nr 1 w Warszawie, podczas którego prezentowane są utwory młodych kompozytorów, zazwyczaj uczniów lub absolwentów szkoły. W 2006 uzyskał stopień doktora habilitowanego sztuki muzycznej w dyscyplinie artystycznej kompozycja i teoria muzyki na Wydziale Kompozycji, Teorii Muzyki, Rytmiki i Edukacji Artystycznej Akademii Muzycznej im. Grażyny i Kiejstuta Bacewiczów w Łodzi. Od 2006 pracuje w Instytucie Edukacji Muzycznej Uniwersytetu Kazimierza Wielkiego w Bydgoszczy, obecnie na stanowisku profesora nadzwyczajnego.
Jest laureatem szeregu konkursów kompozytorskich. Do uzyskanych przez niego nagród należą m.in.:
- 1973 – I nagroda na konkursie kompozytorskim twórczości pedagogicznej we Wrocławiu za Koncert fortepianowy dla młodzieży nr 1
- 1975 – II nagroda na Konkursie Kompozytorskim IX Festiwalu Pianistyki Polskiej w Słupsku za Concertino per pianoforte e orchestra
- 1976 – I nagroda na Konkursie Młodych Związku Kompozytorów Polskich za Gradito na orkiestrę
- 1980 – Nagroda miasta Darmstadt na konkursie Chopin-Gesellschaft za Symphonie concertante na fortepian i orkiestrę
- 1980 – wyróżnienie na XIX Concorso Internazionale di Composizione „Premio Cittá di Trieste” za Concerto pesante per tuba e orchestra
- 1982 – I nagroda na Konkursie Oddziału Warszawskiego Związku Kompozytorów Polskich za utwór Intrada, Elegia i Postludium na organy
- 1985 – I nagroda na Konkursie Oddziału Warszawskiego Związku Kompozytorów Polskich za Pieśni Orfeusza na kontratenor, flet, obój i harfa
- 1986 – Nagroda im. Valentino Bucchiego w Rzymie za 5 utworów na fortepian dla dzieci Leśne wędrówki
- 1992 – III nagroda na Konkursie Kompozytorskim im. Karola Szymanowskiego za Muzykę z Zawratu na kontrabas i fortepian
- 1997 – I nagroda na Konkursie Kompozytorskim im. Karola Szymanowskiego za Hombark – Concerto per violino e archi
- 1997 – Nagroda miasta Gdańska na konkursie kompozytorskim zorganizowanym z okazji 1000-lecia Gdańska za poemat symfoniczny na chór mieszany i wielką orkiestrę symfoniczną Hymnus Gedanensis

Jego dorobek kompozytorski obejmuje kompozycje solowe, kameralne, orkiestrowe, wokalne i wokalno-instrumentalne, muzykę teatralną, radiową i filmową. W swojej muzyce odwołuje się często do folkloru podhalańskiego, a także do tematyki religijnej.
Jest członkiem Stowarzyszenia Autorów ZAiKS, Związku Kompozytorów Polskich oraz Towarzystwa Muzycznego im. Karola Szymanowskiego (gdzie pełni funkcję wiceprezesa). Od 2011 jest prezesem Oddziału Warszawskiego ZKP.
W 2019 uhonorowany został Nagrodą Edukacyjną Związku Kompozytorów Polskich, a w 2020 nagrodą FENIKS za twórczość sakralną oraz nagrodą specjalną ZAiKS-u.

## Odznaczenia
- Złoty Krzyż Zasługi (2019)[4]
- Srebrny Krzyż Zasługi (1996)[1]
- Złoty Medal Za Długoletnią Służbę[4]
- Medal Komisji Edukacji Narodowej (2004)[1]
- Srebrny Medal „Zasłużony Kulturze Gloria Artis” (2009)[5]
- Odznaka honorowa „Zasłużony dla Kultury Polskiej” (2006)[3]

## Ważniejsze kompozycje

### Orkiestrowe
- Symfonietta op. 5 per orchestra (1973)
- Koncert fortepianowy dla młodzieży nr 1 op. 6 (1973)
- Koncert fortepianowy dla młodzieży nr 2 op. 7 (1974)
- Preludium op. 8 na orkiestrę (1975)
- Concertino per pianoforte e orchestra op. 9 (1975)
- Gradito op. 12 per orchestra (1976)
- Concerto pesante op. 14 per tuba e orchestra (1978)
- Symphonie concertante op. 16 per pianoforte e orchestra (1979)
- Concerto per contrabasso e archi op. 30 (1991)
- Hombark – Concerto per violino e archi op. 35 (1995)
- Wałaski op. 38 charakterystyczny poemat choreograficzny na orkiestrę smyczkową (1997)
- Concerto na 2 skrzypiec i orkiestrę smyczkową (2000)
- Concerto „Liliowe” na 2 skrzypiec i orkiestrę smyczkową (2002)
- Concerto Lendinum na skrzypce, wiolonczelę i orkiestrę smyczkową (2004)

### Kameralne
- Canzona da chiesa op. 1 [wersja I] per violino e organo (1968)
- Canzona da chiesa op. 1a [wersja II] per violino e pianoforte a 4 (1968–75)
- Preludium i nokturn op. 2 na flet i fortepian (1969)
- Trio na fortepian, skrzypce i wiolonczelę op. 13 (1977)
- Kwartet smyczkowy nr 1 op. 17 (1980)
- Sonata pastorale per flauto e pianoforte (1980)
- Sonata żałobna op. 20 na skrzypce i fortepian (1982)
- Trio smyczkowe op. 21 (1983)
- Kwintet saksofonowy op. 26 * (1987)
- Capriccio op. 27 per due violoncelli (1988)
- Trio basso op. 28 per viola, violoncello e contrabasso (1988)
- Muzyka z Zawratu op. 31 na kontrabas i fortepian (1991)
- Kwartet smyczkowy nr 2 „Spiski” op. 37 (1997)

### Solowe
- Dwie toccaty op. 4 na fortepian (1971–73)
- Sonata per clavicembalo op. 15 (1979)
- Intrada, Elegia i Postludium op. 19 na organy (1982)
- Leśne wędrówki op. 25 – 5 utworów na fortepian dla dzieci (1985)
- Three Visions op. 29 per organo (1988–90)
- Via Crucis op. 33 per organo (1993)
- Siedem małych etiud na fortepian op. 34 (1994)
- Interludia Sabałowe na obój (1998)
- Toccatina na fortepian na 4 ręce (2000)
- Sonatina tatrzańska na fortepian (2001)

### Wokalno-instrumentalne

#### Pieśni na głos i fortepian (lub organy)
- Źródło bijące op. 11 [wersja I] pieśni na sopran i 11 instrumentów do słów Haliny Poświatowskiej (1975)
- A ten piesek Bryś na głos i fortepian (1975)
- Jesienią na głos i fortepian (1975)
- Liski na głos i fortepian (1975)
- Na wiosnę na głos i fortepian (1975)
- Dwie Wisełki na głos i fortepian (1975)
- Śnieg padał na głos i fortepian (1975)
- Grudniowa ballada na głos i fortepian (1975)
- Wieczór wigilijny na głos i fortepian (1975)
- Ryby śpiewają na głos i fortepian (1975)
- Piosenki dla dzieci op. 10 na głos i fortepian (1974–86)
- Białe pola, białe lasy na głos i fortepian (1978)
- Rozmawiały drzewa w sadzie na głos i fortepian (1978)
- Zielony listek na głos i fortepian (1978)
- Przebiśnieg na głos i fortepian (1979)
- O czym śpiewać na głos i fortepian (1980)
- Jedzie zima, biała pani na głos i fortepian (1980)
- Chodzi brodzi jesień na głos i fortepian (1980)
- Białe obłoczki na głos i fortepian (1980)
- Maszerują sny na głos i fortepian (1980)
- Biegnie kreda po tablicy na głos i fortepian (1985)
- Jeszcze wczoraj miś pluszowy na głos i fortepian (1986)
- Źródło bijące op. 11a [wersja II] pieśni na sopran i fortepian do słów Haliny Poświatowskiej (1989)
- Pieśni eucharystyczne op. 32 na głos z organami (1992)
- Chlebie nasz anielski na głos z organami (1992)
- We żłóbeczku kolęda na głos z organami (1992)

#### Utwory na różne składy wokalno-instrumentalne
- Cantata Igor Strawiński in memoriam op. 3 na chór mieszany i orkiestrę (1971)
- Lamentationes op. 22 na chór kameralny i 10 instrumentów smyczkowych (Jerzy Popiełuszko in memoriam) (1984)
- Cantata Laudate Dominum op. 23 per soprano solo, basso solo, coro e orchestra (1985)
- Pieśni Orfeusza op. 24 na kontratenor, flet, obój i harfę (1985)
- Hymnus Gedanensis op. 36 poemat symfoniczny na chór mieszany i wielką orkiestrę symfoniczną (1986–97)
- Magnificat per soprano solo, coro e orchestra (1994)
- Msza Jasnogórska na sopran, bas-baryton, chór mieszany i orkiestrę (2000)
- Kantata Jubileuszowa „Niech leci pieśń” na chór i orkiestrę do słów Or-Ot'a (2001)

## Wybrana bibliografia
- Mieczysława Hanuszewska, Bogusław Schaeffer, Almanach polskich kompozytorów współczesnych, wydanie III, PWM, Kraków 1982, s. 32–33.
- Iwona Lindstedt, Czarnecki Sławomir (hasło), [w:] Encyklopedia Muzyczna PWM, część biograficzna, red. E. Dziębowska, suplement – cd, PWM, Kraków 2001, s. 58.
- Katarzyna Sokołowska, Mistrz i jego uczniowie, „Twoja Muza” 2004 nr 2, s. 58–59.
- Mariusz Stowpiec, Alicja Gronau, Jan Kazem-Bek, Nowe pokolenie kompozytorów polskich. Almanach, Pomorze, Bydgoszcz 1988, s. 30–33.